# Yann Piat
Pour les articles homonymes, voir Piat.
Ne doit pas être confondu avec Jean Piat.
Yann Piat, née Jeanne Millet le 12 juin 1949 à Saïgon (Indochine française) et morte assassinée le 25 février 1994 à Hyères (Var), est une femme politique française.
Membre du Front national (FN) jusqu'en 1988, elle rejoint alors l'Union pour la démocratie française (UDF). Piat est élue à l'Assemblée nationale lors des élections législatives de 1986, où elle siège jusqu'à son assassinat, qui reste entouré de nombreuses zones d'ombre. Connue pour son engagement contre la corruption en Provence-Alpes-Côte d'Azur, elle est la première et seule femme députée assassinée en France.

## Biographie

### Enfance et famille
Jeanne Marie Millet naît pendant la guerre d'Indochine, de père inconnu et de Luce-Marie Millet (peut-être apparentée à Jean-François Millet), auxiliaire féminine de l'Armée de terre, ancienne compagne de Jean-Marie Le Pen, qui est ensuite envoyée en Algérie où elle milite à l'OAS et est incarcérée.
Élevée loin de sa mère à Saint-Raphaël, elle se marie à un officier marinier, puis à un pilote d'essai, Philippe Piat, en 1977. Elle est ensuite la compagne de François Bachelot. Elle est la mère de deux filles, Laeticia et Angélique, âgées de 20 et 16 ans à la mort de Yann Piat.

### Carrière politique
Elle adhère au Front national (FN)  en 1977. Avec le soutien du leader frontiste Jean-Marie Le Pen, elle devient secrétaire départementale du parti dans les Landes, puis, revenue dans son département d'origine, est élue députée du Var en 1986. Elle est la seule parlementaire du FN réélue en 1988, avec un score de 53,71 % des voix, grâce à un accord avec l'Union pour la démocratie française (UDF) : en échange du retrait d’un candidat de droite dans la circonscription de Piat, le FN varois retire tous ses candidats qualifiés pour le second tour. Elle sera de nouveau réélue en 1993, cette fois ci sous l'étiquette UDF, dans une triangulaire, avec 42,40 % des suffrages.
Candidate à la présidence de l'Assemblée nationale en 1986, soutenue par le Front national, elle recueille 36 suffrages au premier tour de scrutin, mais en perd deux au second tour.
À l'Assemblée nationale, Yann Piat est membre de la commission d'enquête sur les tentatives de pénétration de la mafia en France, ce qui lui permet alors de dénoncer la collusion entre la mafia et la classe politique varoise. Elle est alors surnommée « Yann d'Arc »[Par qui ?], en référence à Jeanne d'Arc.
Elle s'éloigne peu à peu de son parrain. Et, lorsque celui-ci fait le jeu de mots « Durafour-crématoire », elle s'indigne et finit par voter en faveur du projet de loi sur le revenu minimum d'insertion à l'Assemblée nationale. Elle prononce alors cette phrase « J'ai aimé Jean-Marie, j'ai détesté Le Pen ». Elle est exclue du parti en octobre 1988.
Yann Piat se rapproche de l'Union pour la démocratie française, tout en conservant son discours dénonçant la collusion entre la classe politique locale et le milieu mafieux. Pressentie pour intégrer la liste UDF-RPR pour les élections régionales de mars 1992, elle en est finalement écartée, ce qui l'entraîne à réfléchir à la constitution d'une liste dissidente. En échange de l'abandon de cette ambition régionale, elle se serait assurée, selon Hervé Gattegno, l'investiture de la droite pour les législatives de 1993.
Elle envisageait de se présenter aux élections municipales de 1995 à Hyères.

## Assassinat

### Contexte
À l'époque de l'assassinat, Hyères est surnommée « Hyères-les-Bombes » pour ses nombreux attentats, incendies et règlements de comptes dans un contexte de spéculations affairistes pour le contrôle de l'économie locale. Une partie de la classe politique locale entretient, à ce moment, des rapports ambivalents avec le milieu. En mars 1993, moins d'un an avant son assassinat, une réunion publique de Yann Piat à l'Espace 3000 est perturbée par sept personnes qui insultent la députée.

### Déroulement
Le 25 février 1994, alors qu'elle vient de quitter sa permanence de député de Hyères à 19 h 45 et qu'elle rejoint son domicile, Le Mas bleu, en Renault Clio Baccara conduite par son chauffeur Georges Arnaud, Yann Piat est assassinée par deux hommes à moto. Au débouché d'un lacet sur la route panoramique du Mont des Oiseaux, le passager de la Yamaha Fazer qui suit la voiture ouvre le feu à trois reprises, faisant exploser la lunette arrière. La moto se porte à hauteur de la Clio et le passager tire à nouveau à trois reprises, touchant mortellement la députée (la troisième balle de calibre 38 transperce son poumon droit et la cinquième touche l'artère pulmonaire) et blessant son chauffeur d'une balle dans la cuisse.
Jo Arnaud accélère, descend la colline et s'engouffre dans la cour d'une caserne de pompiers à 20 h 12. En dépit d'un massage cardiaque et d'une injection d'adrénaline pour stimuler ou provoquer la reprise de l'activité cardiaque, le médecin du SMUR ne peut que constater la mort de Yann Piat. Elle est la première femme députée assassinée en France, le deuxième député assassiné depuis 1945 après Jean de Broglie, tué le 24 décembre 1976, et la deuxième élue abattue, en douze ans, dans le Var.

### Obsèques

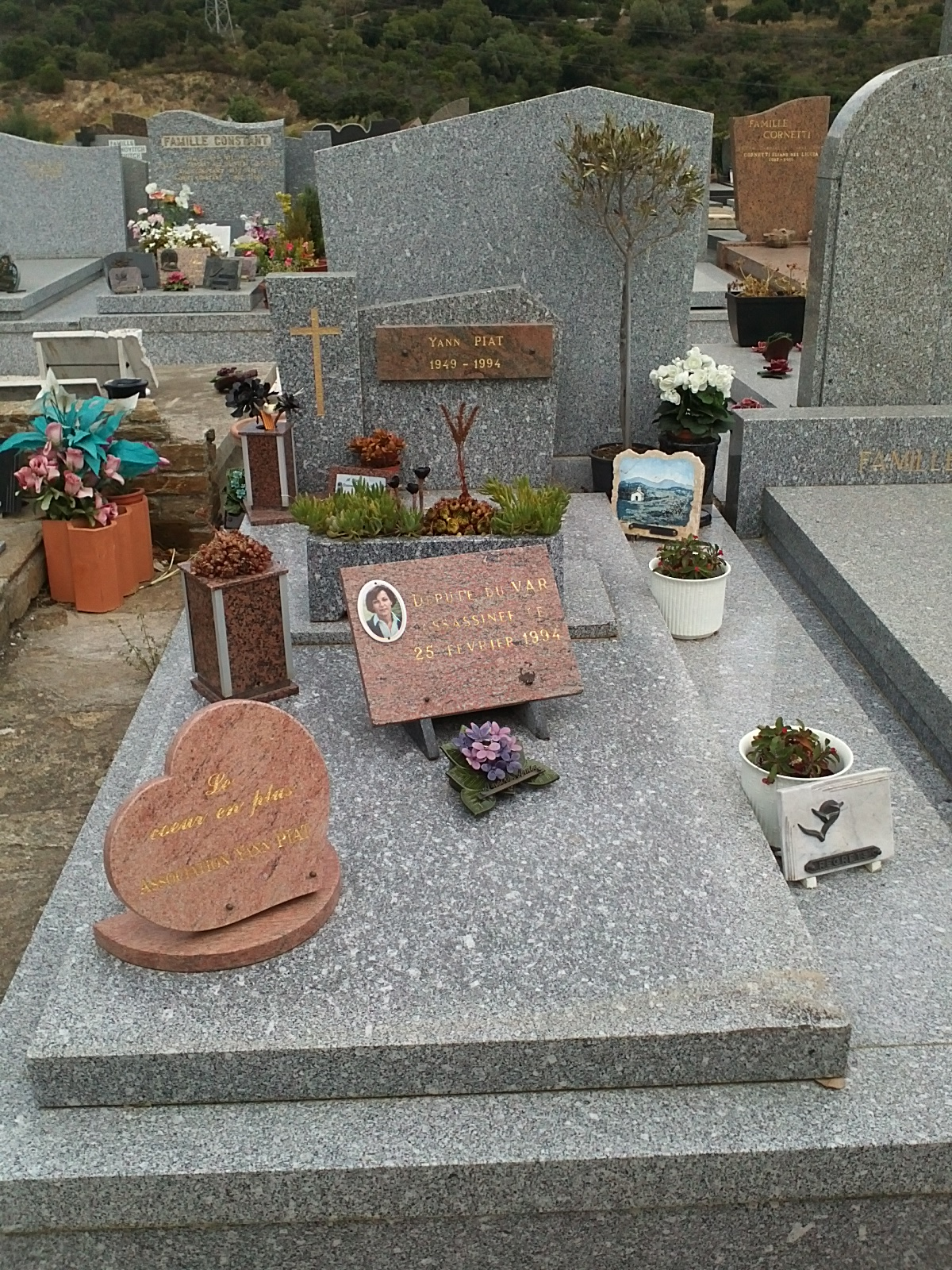
Tombe de Yann Piat au cimetière de Bormes-les-Mimosas.

Les obsèques de Yann Piat se déroulent le mardi 1er mars 1994 à La Londe-les-Maures dans le Var, auxquelles participent plus de 2 000 personnes. De nombreuses personnalités politiques y assistent, notamment François Léotard, ministre de la Défense, représentant le gouvernement Balladur, Gérard Longuet, ministre de l'Industrie, Valéry Giscard d'Estaing, ancien président de la République, Charles Millon et Bernard Pons, respectivement président du groupe UDF et président du groupe RPR de l'Assemblée nationale. Jean-Claude Gaudin, président du conseil régional de Provence-Alpes-Côte d'Azur, et Maurice Arreckx, président du conseil général du Var, ainsi que de nombreux élus et parlementaires varois et régionaux sont également présents aux funérailles.

### Enquête
En raison de l'émotion causée dans l'opinion par la disparition d'une députée appréciée pour son intégrité, l'« affaire Yann Piat » qui démarra rapidement devient l'une des investigations emblématiques menées par des journalistes en plus de celles menées par la Justice.

#### Piste politique
Aussitôt le décès connu, la possibilité d'une origine politique est évoquée. Les suspicions sont alimentées par la révélation, dans la presse écrite, de lettres et de rapports récents de la députée concernant des liens entre des élus du Parti républicain et la mafia varoise, ainsi que par la découverte d'une lettre écrite par Yann Piat deux ans auparavant, alors qu'elle venait d'être écartée de la liste de droite pour les régionales, et dans laquelle elle met en cause, en cas de mort suspecte, cinq hommes : Maurice Arreckx, Bernard Tapie, le parrain Jean-Louis Fargette abattu entre-temps, Jean-François Barrau, ex-conseiller général du Var et  Daniel Savastano, truand marseillais.

#### Piste mafieuse
Puis l'enquête s'oriente vers le meurtre mafieux : la police recueille les aveux de jeunes « bébés killers » de vingt ans, Marco di Caro et Lucien Ferri, arrêtés le 15 juin 1994, et suspecte le commanditaire comme étant Gérard Finale, le patron du bar Le Macama (situé sur le port de plaisance de Hyères), dont l'ambition était de devenir un des parrains de la pègre du Var et qui aurait vu en Yann Piat un obstacle dans cette ascension, la créditant de plus de poids qu'elle n'en avait. Ceux-ci ont été identifiés et arrêtés à la suite des confidences de Delphine Capel, une fille de la bande travaillant au bar et interpellée pour une histoire de carte bancaire.

#### Polémiques
Cependant, en octobre 1997, les journalistes d'investigation André Rougeot et Jean-Michel Verne relancent la piste du complot politique avec L'Affaire Yann Piat : Des assassins au cœur du pouvoir, dans lequel ils affirment que la députée a été assassinée parce qu’elle en savait trop sur les affaires immobilières impliquant des hommes politiques et le grand banditisme varois. Ils citent les propos d'un « général », présenté comme un ancien de la Direction du renseignement militaire, qui font de François Léotard et Jean-Claude Gaudin, sous les surnoms respectifs d'« Encornet » et « Trottinette », les commanditaires du meurtre. Il apparaît rapidement que le « général » n'est qu'un escroc « mythomane et paranoïaque » nommé Jacques Jojon, déjà condamné, qui reconnaît avoir été en contact avec André Rougeot mais nie être son informateur principal. François Léotard et Jean-Claude Gaudin portent plainte et entament une action en référé pour supprimer les passages du livre jugés diffamatoires. Incapables d'apporter la preuve de leurs écrits, les journalistes sont condamnés avec leur éditeur à verser 230 000 francs d'amende[source insuffisante] et leur livre est retiré de la vente. En réponse, Léotard écrit Pour l'honneur. Quelques mois plus tard, André Rougeot est écarté de la rédaction du Canard enchaîné.
Selon Claude Ardid, il y aurait eu, outre la bande du bar Le Macama, une seconde équipe, chargée de finir le travail. Pour lui, cela s'explique par le fait que Yann Piat voulait s'opposer à l'agrandissement de l'aéroport de Toulon-Hyères ainsi qu'à des projets immobiliers (construction d'une marina sur le double tombolo de la presqu'île de Giens, sur les terrains mis en vente par la Compagnie des salins du Midi). Elle entendait, selon lui, en se présentant à la mairie de Hyères, mettre fin aux liens entre les milieux mafieux et politique.
Dans un documentaire diffusé sur France 2 le 18 mars 2018, François Léotard s'exprime sur l'affaire pour la première fois depuis vingt ans et estime Jacques Chirac directement responsable de la désinformation volontaire des deux journalistes du Canard enchaîné dans le but de lui nuire,. Un des deux journalistes, Jean-Michel Verne, considère qu'ils ont été victimes d'une manipulation de la part d'Yves Bertrand, alors directeur central des Renseignements généraux et réputé proche de Jacques Chirac. Yves Bertrand aurait été une des sources d'André Rougeot. Yves Bertrand, bien que reconnaissant avoir eu des contacts avec André Rougeot, réfute formellement toute manipulation de sa part. 
« Le général » Jacques Jojon décède dans des conditions rocambolesques : interné en psychiatrie depuis 2000, souffrant de graves maladies chroniques, il disparaît en 2002 et son corps n'est découvert qu'en 2009.

### Procès des conjurés
Le 4 mai 1998 se tient le procès de Gérard Finale et des « baby killers » de la bande du Macama (Lucien Ferri, Marco Di Caro, Romain Gressler, Olivier Tomassone, Stéphane Ali Guechguech, Stéphane Chiarisoli, respectivement tireur, pilote et comparses) devant la cour d'assises du Var. Le président du tribunal interroge Lucien Ferri : 

« Le Président : Comment la préparation s'est-elle déroulée ?
 Ferri : Il y a eu des réunions préparatoires avec les commanditaires, j'étais présent mais seul.
 Le président : Qui sont ces commanditaires ? 
 Ferri : Je ne peux pas vous le dire.
 Le président : S'agissait-il d'hommes politiques ou de voyous ? 
 Ferri : Les deux.
 Le président : Y avait-il des personnalités politiques ?
 Ferri : Oui.
 le président : Ces politiques sont-ils si puissants que vous les redoutiez ?
 Ferri : Ma foi oui, autrement je vous dirais leurs noms. »

Après six heures de délibération, il aboutit le 16 juin à la condamnation de :
- Gérard Finale, le commanditaire de l'assassinat, à la réclusion criminelle à perpétuité ;
- Lucien Ferri, le tireur, à la réclusion criminelle à perpétuité ;
- Marco Di Caro, le conducteur de la moto, à vingt ans de réclusion[20] ;
- Romain Gressler, chargé de faire le guet et de s'occuper des armes, à quinze ans de réclusion criminelle ;
- Olivier Tomassone, chargé de faire le guet et de s'occuper des armes, à treize ans de réclusion criminelle ;
- Stéphane Ali Guechguech, l'incendiaire de la Yamaha rouge pour masquer cette preuve matérielle, à six ans de prison.

Stéphane Chiarisoli, lui, est acquitté.
Romain Gressler, Olivier Tomassone et Stéphane Ali Guechguech sont aujourd'hui libres, après avoir purgé leurs peines de prison.
Gérard Finale, le commanditaire de l'assassinat, meurt à l'âge de soixante-cinq ans dans un hôpital de Toulouse, après une opération du cœur, dans la nuit du mercredi 12 au jeudi 13 mai 2010 alors qu'il purgeait sa peine à la maison centrale de Lannemezan (Hautes-Pyrénées) et que son dossier de demande de libération conditionnelle allait être examiné,.
Lucien Ferri, après un peu plus de seize ans de détention, bénéficie d'une liberté conditionnelle et meurt le 18 février 2013, à quarante et un ans, d'une méningite foudroyante dans un hôpital de Toulouse.
Sorti de prison le 24 novembre 2007, Marco Di Caro y retourne pour une agression à main armée et séquestration d'une directrice de supermarché chez elle à Draguignan le 5 janvier 2008,.

## Hommages
Une plaque commémorative était apparente à l'endroit où Yann Piat a été assassinée. Elle a aujourd'hui disparu. En 2011, Antoine de Caunes réalise un film, Yann Piat, chronique d'un assassinat, avec Karin Viard dans le rôle de la députée. L'association portant le nom de la députée dénonce toutefois le tournage du film, opinion critiquée par Angélique Piat, la fille de Yann Piat, qui avait même demandé la dissolution de cette association en estimant que le nom de sa mère n’était pas une « marque de fabrique ».
Il existe une « place Yann-Piat » à Bormes-les-Mimosas dans le Var ainsi qu'une salle polyvalente « Yann Piat » à La Londe-les-Maures, ville de son suppléant et maire de cette localité Philippe de Canson.
En février 2008, la mairie d'Hyères a également inauguré une « rue Yann-Piat ».

## Synthèse des mandats
- 2 avril 1986 - 14 mai 1988 : députée (FN) du Var.
- 23 juin 1988 - 1er avril 1993 : députée (FN, non-inscrite puis UDF) de la 3e circonscription du Var.
- 2 avril 1993 - 25 février 1994 : députée (UDF) de la 3e circonscription du Var. Après son assassinat, c'est son suppléant qui occupe le poste de député jusqu'à la fin de la législature, le 21 avril 1997.

## Œuvre
- Yann Piat, Seule, tout en haut à droite : document, Paris, Fixot Diffusion, Hachette, 1991, 226 p. (ISBN 2-87645-102-6).

## Articles de presse
- « Mais qui a tué Yann Piat ? » Article de Grégoire Kauffmann publié en avril 2012 dans L'Histoire n°374 page 32.
- « Yann Piat, un procès en eau trouble. Sept personnes comparaissent pour l'assassinat de la députée du Var en février 1994 » Article d'Alain Léauthier publié le 4 mai 1998 dans Libération.
- « Le procès de l'affaire Yann Piat. "Elle emmerdait tout le monde". Les ex-collaborateurs de la victime ont évoqué ses ambitions et ses combats politiques » Article d'Alain Léauthier publié le 8 mai 1998 dans Libération.
- « Le procès de l'affaire Yann Piat. "Son corps est venu sur moi, je l'ai embrassée". Très ému, l'ancien chauffeur de la victime a témoigné hier » Article d'Alain Léauthier publié le 26 mai 1998 dans Libération.
- « Il y a vingt ans, Yann Piat était assassinée à Hyères » Article publié le 25 février 2014 dans Nice-Matin.
- « 20 ans après l'assassinat de Yann Piat, qu'est devenue la "bande du Macama" ? » Article publié le 25 février 2014 dans Nice-Matin.
- « Retour à la piste crapuleuse » Article de Philippe Jérome publié le 2 juin 1998 dans L'Humanité.
- « Le procès des assassins présumés de Yann Piat s'ouvre aujourd'hui à Draguignan » Article de Philippe Jérome publié le 4 mai 1998 dans L'Humanité.
- « Angélique et le "panier à salade" » Article de Philippe Jérome publié le 13 mai 1998 dans L'Humanité.
- « Procès Sercia : l'ombre de Yann Piat » Article de Pierre Barbancey publié le 8 octobre 1996 dans L'Humanité.
- « Yann Piat : le milieu et des De notre envoyé spécial » Article de Pierre Barbancey publié le 2 mars 1996 dans L'Humanité.
- « Deux petits trafiquants de drogue avouent le meurtre du député » Article de Pierre Barbancey publié le 17 juin 1996 dans L'Humanité.
- « La croisade personnelle de l'atypique Yann Piat » Article publié le 4 mai 1998 dans L'Humanité.
- « Assassinat de Yann Piat : la perpétuité pour Ferri et Finale » Article publié le 17 juin 1998 dans L'Humanité.

## Filmographie
- Yann Piat, chronique d'un assassinat, fiction d'Antoine de Caunes, diffusé sur Canal+ le 16 avril 2012

## Documentaires télévisés
- « Yann Piat, le mystère de la députée assassinée » le 7 novembre 2004 et le 14 août 2005 dans Secrets d'actualité sur M6, puis le 27 mai 2009 dans Enquêtes criminelles : le magazine des faits divers sur W9.
- « Yann Piat, une femme à abattre » le 21 mai 2006 et le 10 juin 2008 dans Faites entrer l'accusé présenté par Christophe Hondelatte sur France 2.
- « L'Affaire Yann Piat » le 15 janvier 2018 de Christian Philibert sur France 3 Provence-Alpes-Côte d'Azur.
- « Yann Piat, seule contre tous » le 18 mars 2018 dans le 13 h 15, le dimanche présenté par Laurent Delahousse sur France 2[38].

## Émissions radiophoniques
- « L'assassinat de Yann Piat » le 25 février 2014 dans L'Heure du crime de Jacques Pradel sur RTL.
- « Yann Piat : des rumeurs et des faits » le 7 octobre 2014 dans Affaires sensibles de Fabrice Drouelle sur France Inter.
- « Assassinats et corruption sur la Côte d'Azur (1) » le 31 janvier 2015 dans Rendez-vous avec X de Patrick Pesnot sur France Inter.